# Jiří Marek (basket-ball)
Pour les articles homonymes, voir Jiří Marek.
Jiří Marek, né le 6 janvier 1940, est un ancien joueur tchécoslovaque de basket-ball. 

## Palmarès
- Finaliste du championnat d'Europe 1967